# Pieter Schroevers
Pieter Johannes Schroevers (1930-2016) was een Nederlandse hydrobioloog. Hij werd in 1970 actief bij de Aktie Strohalm in de week voor de aarde. Aktie Strohalm wees op het verband tussen milieuproblematiek en het streven naar economische groei. Schroevers maakte een aantal jaren deel uit van de redactie van Ekologie: Strohalm tijdschrift over milieu en maatschappij, dat tussen 1978 en 1985 verscheen. 
Schroevers richtte mede de stichting Aarde op een samenwerkingsverband tussen Aktie Strohalm en mensen uit de reclamewereld. Hij was deelnemer van de werkgemeenschap Landschapsecologisch Onderzoek en de Werkgoep Kritische biologie. Hij was eindredacteur van het in 1982 verschenen boek Landschaptaal,  Een stelsel van basisbegrippen voor de landschapsecologie. Hij was een belangrijk pleitbezorger van de functionele Natuurvisie binnen de richtingendiscussie van de Nederlandse natuurbescherming. Op zijn naam staan ook vele andere publicaties over ander waterbiologie.
- Library of Congress Control Number: no2022131454
- Nederlandse Thesaurus van Auteursnamen: 07166680X
- Virtual International Authority File: 282787796
- WorldCat: E39PBJg4rMq79vpdQqxMhXMByd